# Мислињска Добрава
Мислињска Добрава (словен. Mislinjska Dobrava) је насељено место у општини Словењ Градец, Корушка регија, Словенија.

## Историја
До територијалне реорганизације у Словенији била је у саставу старе општине Словењ Градец.

## Становништво
У попису становништва из 2011. године, Мислињска Добрава је имала 717 становника.
| Број становника према пописима | Број становника према пописима | Број становника према пописима |
| ------------------------------ | ------------------------------ | ------------------------------ |
| 1991                           | 2002                           | 2011                           |
| 619                            | 679                            | 717                            |

Напомена: До 1953. исказивано под именом Добрава.